# Бабинецький менгір
Бабине́цький менгі́р або Баба — геоморфологічне утворення, геологічна пам'ятка природи місцевого значення в Україні.

## Відомості
Камінь височіє над річкою Нічлавою на північній околиці села Бабинці Чортківського району Тернопільської області, у верхній частині лівого схилу долини річки Нічлава.
Площа 0,05 га. Оголошений об'єктом природно-заповідного фонду рішенням виконкому Тернопільської обласної ради від 27 грудня 1976 року № 537. Перебуває у віданні Борщівської міської громади.
Під охороною — менгір, вапняковий останець оригінальної форми, з яким пов'язана легенда про скіфську бабу.

## Історія
Колись велетенський і грубо обтесаний камінь нагадував постать скуленої жінки. Нині збереглася тільки його нижня частина.
За переказами, «Бабу» зруйнував удар блискавки.  Камінь колись нагадував постать жінки, які зіщулилась. За місцевою легендою — це закам'яніла дівчина, яка, спокутуючи тяжкі гріхи, приходила в призначений час до священика та старших сільчан вимолювати прощення. Коли ж її покута закінчилася, хтось зруйнував фігуру, щоби камінь залишився для застереження інших від гріхів.